# Уго Нерво
Уго Нерво (ісп. Hugo Nervo, нар. 6 січня 1991, Сан-Ніколас-де-лос-Арройос) — аргентинський футболіст, захисник мексиканського клубу «Атлас» та молодіжної збірної Аргентини.
Виступав також за клуби «Арсенал» (Саранді) та «Уракан».
Чемпіон Аргентини.

## Клубна кар'єра
Народився 6 січня 1991 року в місті Сан-Ніколас-де-лос-Арройос. Вихованець футбольної школи клубу «Арсенал» (Саранді). Дорослу футбольну кар'єру розпочав 2009 року в основній команді того ж клубу, в якій провів п'ять сезонів, взявши участь у 168 матчах чемпіонату. Більшість часу, проведеного у складі «Арсенала», був основним гравцем захисту команди.
Своєю грою за цю команду привернув увагу представників тренерського штабу клубу «Уракан», до складу якого приєднався 2015 року. Відіграв за команду з Буенос-Айреса наступні три сезони своєї ігрової кар'єри. Граючи у складі «Уракана» також здебільшого виходив на поле в основному складі команди.
Протягом 2018—2019 років захищав кольори клубу «Сантос Лагуна».
До складу клубу «Атлас» приєднався 2019 року. Станом на 26 грудня 2024 року відіграв за команду з Гвадалахари 194 матчі в національному чемпіонаті.

## Виступи за збірні
2011 року залучався до складу молодіжної збірної Аргентини. На молодіжному рівні зіграв у 14 офіційних матчах.

## Титули і досягнення
- Чемпіон Аргентини (1):

«Арсенал»: 2012